# Ana Claudia Talancón
Ana Claudia Talancón est une actrice mexicaine, née le 1er mai 1980 à Cancún dans l'état de Quintana Roo au Mexique. Elle est principalement connue en France pour son rôle d'Amelia dans le film Le Crime du père Amaro de Carlos Carrera sorti en 2002.

## Biographie
Elle débute en jouant dans des séries télévisées mexicaines (Soy tu fan, Tiempo Final, Terminales) et des feuilletons. Elle fait ses premières apparitions au cinéma en jouant des petits rôles et se fait connaître grâce au film Le Crime du père Amaro de Carlos Carrera. Depuis, elle a joué dans Fast Food Nation, L'Amour aux temps du choléra, One Missed Call et The Dry Land) ainsi que des productions espagnoles et mexicaines.

## Filmographie
- 1999 : L'Année de la comète (El cometa) de José Buil
- 1999 : El Juengo sin reglas
- 2002 : Le Crime du père Amaro (El Crimen del padre Amaro) de Carlos Carrera
- 2003 : Ladie's Night de Gabriela Tagliavini
- 2004 : Matando Cabos d'Alejandro Lozano
- 2005 : Después de la muerte de Roberto Rochin
- 2005 : Sueño de Renee Chabria
- 2006 : Fast Food Nation de Richard Linklater
- 2006 : Mujer Alabastrina de Rafael Guttiérez
- 2006 : Alone with Her d'Eric Nicholas
- 2007 : L'Amour aux temps du choléra (Love in the Time of Cholera) de Mike Newell
- 2007 : El ultimo justo de Manuel Carballo
- 2008 : Days of Wrath de Celia Fox
- 2008 : One Missed Call de Éric Valette
- 2008 : Arrancame la vida de Roberto Sneider
- 2010 : The Dry Land de Ryan Piers Williams
- 2012 : La venta del paraíso de Emilio Ruiz Barrachina
- 2018 : Le Détenu (El Recluso) de Sebastián Ortega et Adrián Caetago